# Vincenzo Pinton
Vincenzo Pinton (ur. 14 marca 1914 w Vicenzy, zm. 8 kwietnia 1980 w Wenecji) – włoski szablista, czterokrotny wicemistrz olimpijski, wielokrotny medalista mistrzostw świata.
Na igrzyskach olimpijskich w Berlinie w 1936 roku wspólnie z Giulio Gaudinim, Gustavo Marzim, Aldo Masciottą, Aldo Montano i Athosem Tanzinim zdobył drużynowo srebrny medal. W rywalizacji indywidualnej zajął szóste miejsce, w rundzie finałowej wygrywając pięć z ośmiu pojedynków. Po II wojnie światowej wystąpił na igrzyskach olimpijskich w Londynie w 1948 roku, gdzie Vincenzo Pinton, Gastone Darè, Carlo Turcato, Mauro Racca, Aldo Montano i Renzo Nostini wywalczyli drużynowo srebrny medal. W zawodach indywidualnych w rundzie finałowej wygrał pięć z siedmiu pojedynków i wywalczył srebrny medal, przegrywając tylko z Węgrem Aladárem Gerevichem. Na rozgrywanych cztery lata później igrzyskach olimpijskich w Helsinkach wspólnie z Gastone Darè, Renzo Nostinim, Mauro Raccą, Roberto Ferrarim i Giorgio Pellinim zdobył kolejne srebro w szabli drużynowej. W zawodach indywidualnych tym razem był siódmy, w rundzie finałowej wygrywając dwa z ośmiu pojedynków. 
Podczas mistrzostw świata w Budapeszcie w 1933 roku razem z kolegami z reprezentacji zdobył srebrny medal w szabli drużynowej. W tej samej konkurencji zdobywał następnie złote medale na mistrzostwach świata w Lizbonie (1947), mistrzostwach świata w Kairze (1949) i mistrzostwach świata w Monte Carlo (1950) oraz srebrne na mistrzostwach świata w Warszawie (1934), mistrzostwach świata w Lozannie (1935), mistrzostwach świata w Paryżu (1937), mistrzostwach świata w Sztokholmie (1951) i mistrzostwach świata w Brukseli (1953). Ponadto wywalczył dwa medale w turniejach indywidualnych: srebrny na MŚ 1950 (za Francuzem Jeanem Levavasseurem) oraz brązowy na MŚ 1949 (za Gastone Darè i Giorgio Pellinim).